# Войшвил
Патирг-Патрикей (ок. 1339 — после 1365) — князь гродненский (ок. 1348 — ок. 1365), старший сын князя трокского Кейстута (1337—1382), внук великого князя литовского Гедимина (1316—1341).

## Биография
В 1340-х годах Патирг получил во владение Гродненскую землю от своего отца Кейстута Гедиминовича. В августе 1353 года он участвовал в военном походе литовских князей Ольгерда и Кейстута на прусские владения в ответ на опустошение тевтонскими рыцарями-крестоносцами Жемайтии. Разделившись на четыре отряда, литовцы опустошили области Лабиау, Шаакен, Повунден и Каймен. Все не успевшие укрыться в замках мужчины были убиты, женщины и дети захвачены в плен. Добычей послужили и стада домашнего скота. Отряд, во главе которого стоял князь Патирг, захватил 400 пленников и вел их вдоль р. Лабы. Навстречу ему из Лабиау двинулся комтур Хеннинг Шиндекопф. Внезапно из засады он напал на литовцев. Князь решил прорваться к заливу, но, преследуемый комтуром, попал в топь, лишь слегка схваченную льдом. В этом болоте утонула большая часть людей и коней. Оставшихся в живых воинов Шиндекопф атаковал с тыла. Князь с остатками своего отряда пробился к Лабе, но, попав на хрупкий лед, провалился в воду. По орденским источникам, погибло до 1500 литовцев. Самого князя вытащили из воды и взяли в плен. Вскоре Шиндекопф освободил его и отправил «в качестве бесценного подарка» к отцу, не потребовав выкупа.
Когда Патирг возвращался из плена домой, то увидел тело некого знатного литовского рыцаря, который также, как и он, попал в плен к крестоносцам, но был замучен с особой жестокостью. Потрясенный Патирг обратился к сопровождавшим его воинам-крестоносцам с просьбой разрешить похоронить убитого, после чего сжег тело на костре, как этого и требовал старый языческий обычай.
В августе 1358 года гродненский князь Патирг провел в Гродно успешные переговоры с посольством мазовецких князей об установлении общей границы.
В марте 1360 года литовское войско потерпело новое поражение от тевтонских рыцарей. Князь Кейстут безуспешно пытался остановить отступающих и был взят в плен. Его сын Патирг бросился спасти отца, но был сбит с коня и спасся бегством.
В 1365 году тевтонские крестоносцы организовали два крестовых похода на Великое княжество Литовское. Один из походов — в направлении Гродно — возглавил немецкий аристократ Ульрих фон Хатнов. В этом походе участвовали английские и шотландские рыцари.
Обороной города руководил князь Патирг Кейстутович. Не имея сил для отражения противника, Патирг отправил навстречу крестоносцам церковную процессию с крестами и хоругвями. Иноземные рыцари не знали местных обычаев и растерялись. Они собирались воевать с язычниками, а вместо этого увидели христианскую атрибутику. После этого крестоносцы повернули обратно.
Вскоре Кейстут узнал, что Патирг тоже был замешан в заговоре своего брата Бутовта и, вместо награды, перевел сына из Гродно на восточную границу Литвы, где тот вскоре был убит татарами.
Некоторые исследователи отождествляют Патирга с другим сыном Кейстута, Войшвилом.